# Szołomśk
Szołomśk (ukr. Шоломськ) – przystanek kolejowy w pobliżu miejscowości Słoboda-Szołomkiwśka, w rejonie korosteńskim, w obwodzie żytomierskim, na Ukrainie. Położony jest na linii Białokurowicze – Owrucz.